# Henry Jenkins
Pour les articles homonymes, voir Henry Jenkins (centenaire) et Jenkins.
Henry Jenkins (né le 4 juin 1958 à Atlanta) est un chercheur et essayiste américain spécialisé dans le domaine des nouveaux médias. Pionnier des études sur les fans, Henry Jenkins est un théoricien de la culture de la convergence, de la narration transmédia, et de la culture participative. Il est également un des premiers universitaires à s'être présenté comme un aca-fan,.
Anciennement directeur du Comparative Media Studies Program (Département d'études comparées sur les médias) au Massachusetts Institute of Technology (MIT), il est aujourd'hui le Provost’s Professor (Professeur doyen) en Communication, journalisme et cinématographie à l'University of Southern California (USC).

## Formation
Henry Jenkins a obtenu un bachelor en Science Politique et Journalisme à la fin de ses études à l’Université d’État de Géorgie. Il a ensuite obtenu un master en Sciences de l’Information et de la Communication à l’Université de l’Iowa, puis un doctorat en Communication Arts à l’Université du Wisconsin à Madison.

## Vie personnelle
Avec sa femme Cynthia Jenkins, il a eu un fils, Henry Jenkins IV.

## Thèmes de recherche
Dans ses travaux de recherche, Jenkins s’intéresse à la frontière entre le texte et le lecteur, à la croissance des fan cultures et du world-making.

### La culture participative
La culture participative est au cœur des travaux d’Henry Jenkins. Il décrit une culture dans laquelle les membres sont des participants actifs et créatifs, à l’inverse des consommateurs passifs et du public simplement réceptif. Il témoigne également de la considérable évolution de cette culture participative grâce aux capacités de communications actuelles. Henry Jenkins est considéré comme un des spécialistes de ce sujet. Il cite John Fiske comme une de ses plus grandes influences, particulièrement sur ses travaux sur la culture participative.
Il définit la culture participative comme une culture : 
- Où les frontières entre l’expression artistique et l’engagement civique sont minces.

- Avec un support puissant pour créer et partager ses créations avec les autres.

- Dans laquelle les plus expérimentés aident les novices.

- Dans laquelle les contributions des membres ont une importance.

- Dans laquelle les membres sentent une connexion sociale avec les autres membres. Ils ne sont pas obligés de contribuer, mais ils doivent croire qu’ils sont libres de contribuer à quelque chose quand ils seront prêts, et que leur contribution sera reçue à sa juste valeur.

## Critiques
En 2011, une édition spéciale de la revue universitaire Cultural Studies fut dédiée à un débat critique autour de la notion de culture de la convergence de Jenkins. Ce volume, intitulé « Rethinking "Convergence/Culture" » fut édité par James Hay et Nick Couldry. 
Dans cette édition, Hay et Couldry identifient certaines critiques faites à l'encontre de Jenkins et sa conception de la culture de la convergence : 
- une insistance sur le potentiel participatif des utilisateurs
- une sous-appréciation de la logique d'entreprise inhérente au sein de la culture de la convergence; une prise en compte insuffisante de l'ensemble du paysage médiatique
- une vision trop optimiste de la dimension démocratique de la convergence[7].

Henry Jenkins a répondu à ces critiques en 2014.
Le professeur de cultural studies Graeme Turner a également critiqué les positions de Henry Jenkins sur la culture de la convergence. Il juge Jenkins trop optimiste quant au potentiel démocratique de ce type de culture, bien que Jenkins ait aussi tempéré ses attentes,.

#### en anglais
- What Made Pistachio Nuts?, Columbia University Press, 1992.
- Textual Poachers: Television Fans and Participatory Culture (Studies in Culture and Communication), Routledge, 1993.
- The Children's Culture Reader, NYU Press, 1998.
- From Barbie to Mortal Kombat: Gender and Computer Games, MIT Press, 2000.
- Democracy and New Media (Media in Transition), MIT Press 2004.
- Game Design as narrative architecture, Henry Jenkins Publications, Amazon.com, 2004.
- Rethinking Media Change: The Aesthetics of Transition (Media in Transition), MIT Press, 2004.
- Convergence Culture: Where Old and New Media Collide (Revised with a New Afterword), NYU Press, août 2006
- The Wow Climax: Tracing the Emotional Impact of Popular Culture, NYU Press, décembre 2006.
- Fans, Bloggers, and Gamers: Media Consumers in a Digital Age, NYU Press, 2006.
- Confronting the Challenges of Participatory Culture: Media Education for the 21st Century, en collaboration avec Ravi Purushotma, Margaret Weigel, Katie Clinton et Alice J.Robison, MIT Press, juin 2009, 145p.  (ISBN 978-0-2625-1362-3)

#### en français
- La culture de la convergence, Armand-Colin, 2013
- Culture participative. Une conversation sur la jeunesse, l'éducation et l'action dans un monde connecté., en collaboration avec Mizuko Ito et Danah Boyd, C&F éditions, 2017

### Liens annexes
- Théorie critique
- Médiatisation
- Art numérique
- Transmédialité
- Aca-fan
- Fanfiction
- Technologies convergentes
- Culture participative